# Nellie Bly
Elizabeth Cochran Seaman (Armstrong, 5 de maio de 1864 — Nova Iorque, 27 de janeiro de 1922), mais conhecida pelo pseudônimo Nellie Bly, foi uma jornalista estadunidense. Foi também escritora, inventora, administradora e voluntária em obras de caridade, mais conhecida por sua viagem de circunavegação do globo em 72 dias, simulando a viagem ficcional de Phileas Fogg, no livro de Júlio Verne. Foi também pioneira nas reportagens investigativas, fingindo insanidades para estudar uma instituição para tratamento de doentes mentais por dentro.

## Vida pessoal

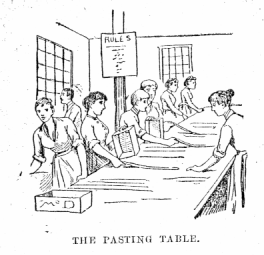
Nellie Bly trabalhando em uma fábrica

Nascida em "Cochran's Mills", hoje uma parte de Pittsburgh. Seu pai, Michael Cochran, trabalhava em um moinho e era casado com Mary Jane. Ele era um imigrante irlandês, vindo do Condado de Derry. Michael ensinou a seus filhos o valor do trabalho honesto e da determinação, comprando o moinho e boa parte do terreno em volta para constituir a fazenda de sua família. Nellie chegou a frequentar um internato por um semestre, mas foi forçada a largar por falta de dinheiro.
Em 1880, Nellie e a família se mudaram para Pittsburgh. Uma coluna misógina e agressiva chamada "What Girls Are Good For", no jornal Pittsburgh Dispatch a incentivou a escrever uma carta incisiva ao editor contra a coluna, sob o pseudônimo de "Solitária Garota Órfã". O editor, George Madden, impressionado com a carta apaixonada publicou um anúncio no jornal pedindo que a autora se identificasse. Quando Nellie se apresentou ao editor, ele lhe ofereceu uma oportunidade de escrever para o jornal, sob o mesmo pseudônimo que ela usou na carta. Depois de seu primeiro artigo para o jornal, escrito "The Girl Puzzle", o editor teria ficado ainda mais impressionado com a qualidade da escrita de Nellie e ofereceu-lhe um trabalho em tempo integral. Era comum que quem escrevesse para jornais, especialmente mulheres, usassem pseudônimos. Ela escolheu "Nelly Bly", mas o editor escreveu "Nellie" e o erro ficou.
Seu trabalho no jornal focava na situação das mulheres trabalhadoras, escrevendo uma série de artigos investigativos sobre as mulheres que trabalhavam em fábricas, mas os editores a pressionaram para fazer colunas sobre moda, sociedade e jardinagem, o papel comum de mulheres jornalistas na época. Insatisfeita com essas tarefas, ela tomou a iniciativa de viajar para o México para ser correspondente internacional. Com apenas 21 anos, ela passou cerca de seis meses escrevendo sobre a vida e a cultura do povo mexicano. Seus textos foram posteriormente publicados em um livro chamado Six Months in Mexico, em 1888. Alguns de seus textos ela critica a prisão de jornalistas locais, o governo mexicano e a ditadura de Porfirio Díaz e quando as autoridades mexicanas souberam de seus textos, ameaçaram Nellie de prisão, convidando-a a se retirar do país. A salvo em casa, ela denunciou Díaz como um tirano que oprimia o povo mexicano e controlava a imprensa com uma censura severa.

## O hospital psiquiátrico

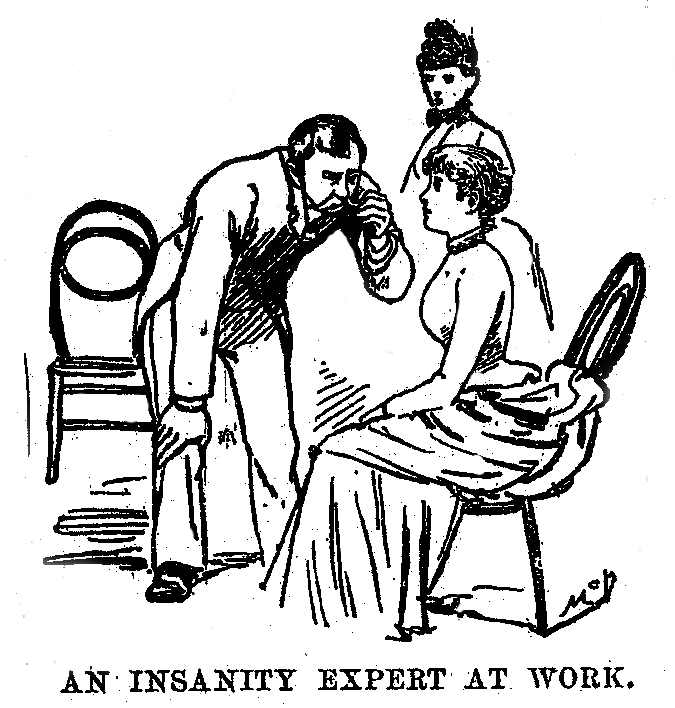
Nellie Bly sendo examinada por um psiquiatra

Cansada dos textos sobre artes e teatro, ela se demitiu do Pittsburgh Dispatch em 1887 e foi para Nova York. Sem dinheiro por vários meses, ela buscou o escritório do jornal de Joseph Pulitzer, o New York World, e aceitou um trabalho de jornalista disfarçada. Ela teria que se passar por louca para investigar denúncias de brutalidade e negligência no hospital psiquiátrico para mulheres na Ilha Blackwell.
Após uma noite praticando expressões na frente do espelho, ela se registrou em uma pensão. Recusando-se a ir para a cama, dizendo que tinha medo, que eles pareciam loucos, os donos da pensão decidiram que ela parecia louca e na manhã seguinte chamaram a polícia. Levada à corte, Nellie alegou não se lembrar de nada da noite anterior e o juiz concluiu que ela estava sob a ação de drogas. Sendo examinada por vários médicos, todos as declararam "insana". O caso da "bela moça louca" atraiu a atenção da mídia, onde até o jornal The New York Times questionava quem era a misteriosa garota sem memória.
Internada em um hospital psiquiátrico, Nellie teve uma visão das condições da instituição em primeira mão. A comida era arroz, carne estragada, pão seco e água intragável. Os pacientes mais perigosos eram amarrados uns aos outros com cordas. As pacientes em geral eram obrigadas a ficar sentadas em bancos duros durante o dia inteiro, sem nenhuma proteção contra o frio. Esgoto corria pelo refeitório e pela cozinha. Ratos percorriam os corredores e os quartos. A água para o banho era gelada e jogada sobre a cabeça das pacientes com baldes. As enfermeiras eram abusivas, grosseiras, gritavam para que as pacientes calassem a boca, batendo nelas caso não o fizessem. Conversando com algumas pacientes, ela teve certeza de que muitas não eram insanas ou loucas e estavam internadas contra a vontade. Sobre essa experiência, ela escreveu:
| “ | O que, exceto a tortura, poderia gerar insanidade mais rápido do que este tratamento? Aqui uma classe de mulheres foi enviada para ser curada. Gostaria que os médicos especialistas, que me condenaram por minhas ações, que provaram suas habilidades, que peguem mulheres perfeitamente saudáveis e sãs, que calem suas bocas e as façam sentar das seis da manhã às 8 da noite em bancos duros, que não deixem que elas falem ou se movam durante essas horas, sem dar-lhes nada para ler ou conhecimento sobre o mundo lá fora, dando-lhes comida de péssima qualidade e um tratamento brutal, e vejam quanto tempo levará para que elas se tornem loucas. Dois meses as destruiriam mental e fisicamente. | ” |

Depois de 10 dias no hospital, Nellie recebeu alta. Sua reportagem publicada posteriormente em livro, chamado Dez Dias em Um Hospício, causou um furor na opinião pública e elevou o nome de Nellie ao estrelato. Médicos e funcionários tentaram explicar o quão decepcionados estavam com o relato, enquanto promotores lançaram uma investigação sobre as condições no hospital psiquiátrico, convidando Nellie para participar. Eles elaboraram um relatório recomendando mudanças extensas no tratamento dado às pacientes e aumentaram o orçamento do Departamento de Correções e Caridade em 850 mil dólares. O relatório também exigia que apenas pessoas severamente doentes fossem enviadas aos hospitais.

## A circunavegação

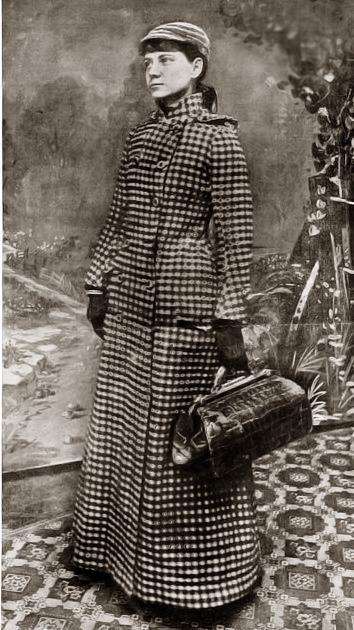
Foto tirada pelo jornal New York World para promover a viagem de Nellie pelo mundo

Em 1888, Nellie sugeriu a seu editor no New York World que ela deveria fazer uma volta ao mundo, em um tentativa de recriar a viagem fictícia imaginada por Júlio Verne. Um ano depois, em 14 de novembro de 1889, ela embarcou no navio a vapor Augusta Victoria e iniciou sua jornada de 40 mil quilômetros, levando uma pequena bagagem de mão com roupas íntimas, um casaco de inverno, o vestido que usava e artigos de higiene, além de uma bolsa com 200 libras, ouro e alguns dólares.
A Cosmopolitan colocou uma de suas repórteres, Elizabeth Bisland, para tentar bater o recorde do livro e de Nellie Bly, começando pelo outro lado do mundo, oposto à viagem de Nellie. Para manter o interesse dos leitores, o jornal organizou uma aposta na qual os leitores teriam que estimar quanto tempo Nellie levaria para completar a viagem, tendo que acertar até os segundos, concorrendo a uma viagem para a Europa e dinheiro.
Nellie esteve na Inglaterra, França, onde conheceu Júlio Verne, em Amiens, Brindisi, Canal de Suez, Colombo, Penang, Singapura, Hong Kong e Japão. Com a evolução da tecnologia de telégrafos, com cabos submarinos, Nellie podia mandar relatórios atualizados de sua jornada para os Estados Unidos. Utilizando navios a vapor e ferrovias, muitas vezes sua viagem era interrompida pela pobre estrutura viária de alguns países. Nestas paradas obrigatórias, ela aproveitava para visitar locais de interesse.

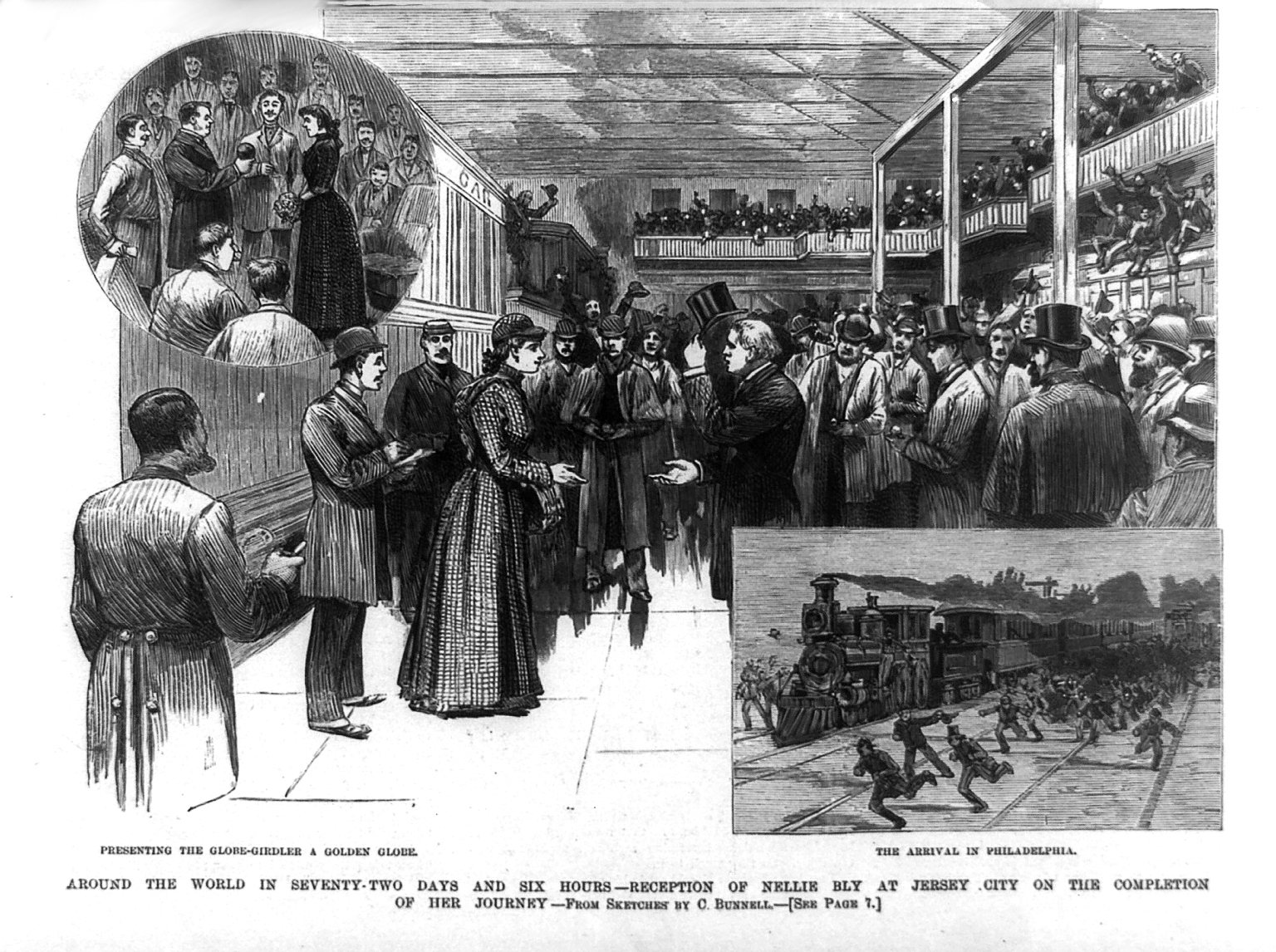
Imagem entalhada em madeira de Nellie Bly sendo recebida em Jersey City, 8 de fevereiro de 1890

Por conta do mau tempo, Nellie chegou a San Francisco pelo RMS Oceanic, da linha White Star, em 21 de janeiro de 1890, dois dias antes do previsto. Durante essas paradas, visitou uma colônia de leprosos na China. O dono do jornal porém pagou por um vagão especial para trazê-la para casa através do país e ela chegou em Nova Jersey em 25 de janeiro de 1890. Cerca de 72 dias depois de sua partida em Hoboken, ela estava de volta. Nellie circunavegou o globo, viajando praticamente sozinha em toda sua jornada. Na época, a repórter da Cosmopolitan ainda estava atravessando o Atlântico, chegando em Nova York quatro dias e meio depois.

## Os últimos anos

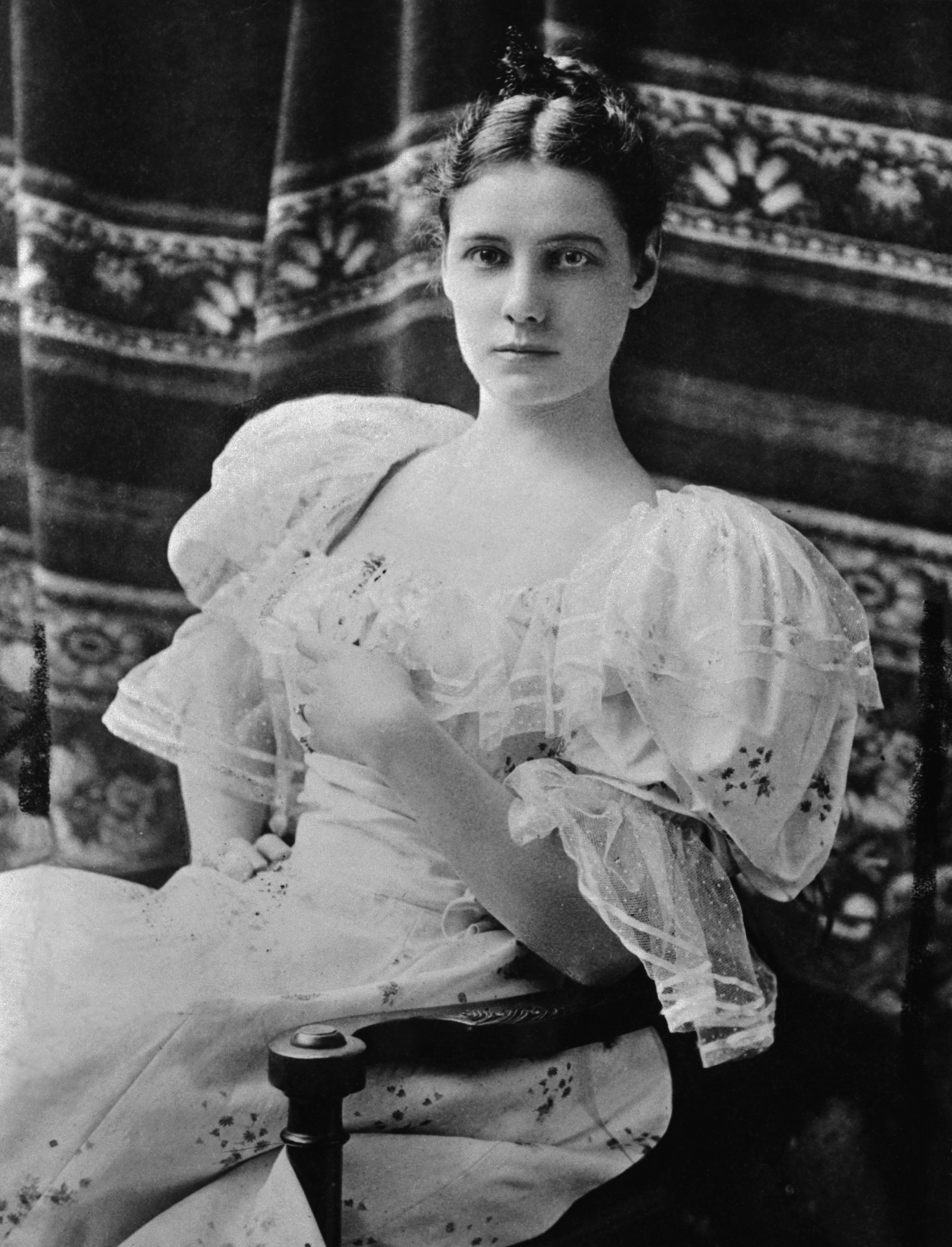
Nellie Bly em 1888.

Em 1895, Nellie se casou com o industrial milionário, Robert Seaman. Nellie tinha 31 anos e Seaman tinha 73 quando se casaram. Com o casamento, ela se aposentou do jornalismo, tornando-se presidente da Iron Clad Manufacturing Co., que fabricava contêineres para latas de leite e chaleiras. Em 1904, seu marido faleceu. Nellie foi inventora prolífica neste período, tendo recebido patentes para embalagens de leite e cestos de lixo.
Por um tempo, ela foi a única mulher a liderar uma indústria no país, mas o desfalque aos empregados causou a falência da empresa.
Ela construiu chuveiros, uma pista de boliche, duas bibliotecas e uma clínica para os trabalhadores, vivendo de acordo com sua crença de que os proprietários deveriam dividir seus lucros.
Mas sua ignorância em contabilidade e a afeição cega por seu gerente de fábrica trapaceiro a derrubaram. O negócio faliu, e Bly recorreu a esconder seus livros dos tribunais, retendo informações e guerreando com sua família.
Isso a forçou a retornar ao jornalismo, escrevendo relatos do front oriental durante a Primeira Guerra Mundial. Ela brilhantemente cobriu a Parada Sufragista de 1913, prevendo em seu texto que logo as mulheres poderiam votar nos Estados Unidos.

## Morte
Nellie faleceu em Nova York, em 27 de janeiro de 1922, no Hospital St. Mark, de pneumonia. Ela foi sepultada em um túmulo modesto no Cemitério de Woodlawn, no Bronx.
Seu túmulo ficou vazio até 1978, quando um estudante da Califórnia foi procurá-lo e o diretor de relações públicas de Woodlawn convenceu o New York Press Club a instalar uma lápide.

## Publicações
Durante sua vida, Nellie Bly publicou três livros de não ficção (compilações de suas reportagens de jornal) e um romance em forma de livro.
- Bly, Nellie (1887). Ten Days in a Mad-House. New York: Ian L. Munro
- Bly, Nellie (1888). Six Months in Mexico. New York: American Publishers Corporation
- Bly, Nellie (1889). The Mystery of Central Park. New York: [s.n.]
- Bly, Nellie (1890). Nellie Bly's Book: Around the World in Seventy-two Days. New York: The Pictorial Weeklies Company

Entre 1889 e 1895, Nellie Bly também escreveu doze romances para o The New York Family Story Paper. Pensados como perdidos, esses romances não foram reunidos em forma de livro até sua redescoberta em 2021.
- Eva The Adventuress (1889)
- New York By Night (1890)
- Alta Lynn, M.D. (1891)
- Wayne's Faithful Sweetheart (1891)
- Little Luckie, or Playing For Hearts (1892)
- Dolly The Coquette (1892)
- In Love With A Stranger, or Through Fire And Water To Win Him (1893)
- The Love Of Three Girls (1893)
- Little Penny, Child Of The Streets (1893)
- Pretty Merribelle (1894)
- Twins & Rivals (1895)